# Utyl
Utyl – jednostka służąca do porównywania, użyteczności tj. zadowolenia, szczęścia, którą konsument odczuwa pomiędzy różnymi rodzajami dóbr lub ich zestawami.
Użyteczności przypisywano początkowo pewne określone miary liczbowe, co pozwalało na proste zaszeregowanie każdej niemal kategorii dóbr pod kątem osiąganej z niej satysfakcji. 
Jednak z uwagi na indywidualne preferencje konsumentów hierarchizacja użyteczności jest trudna i w ekonomii została zmarginalizowna.